# Заславский, Александр Владимирович
Алекса́ндр Влади́мирович Засла́вский (27 февраля 1976, Краснодар) — рок-музыкант, автор и исполнитель собственных песен.

## Биография
Родился в Краснодаре, в начале 1990-х годов переехал в Санкт-Петербург.
«Акустика сердца» — первый большой альбом, записанный в профессиональной студии. До этого записывались только любительские магнитоальбомы. Звукорежиссёр Акустики Сердца — Евгений Лёвин. Все песни альбома записаны в акустическом исполнении, рассказ под гитару. На сегодняшний день альбом ещё не издан на физическом носителе, песни имеются только в Интернете.
«Стальная радуга» — следующая музыкальная работа Заславского, записанная на студии «Добролёт». Альбом значительно отличается от предыдущего. Заславский сменил акустику на электрическое звучание. Большие изменения произошли и в музыкальном составе. В работе над альбомом приняли участие Андрей Дюша Михайлов, (Объект насмешек, «КСК»), Евгений Лёвин («НЭП», «Алиса») и Рикошет — Александр Аксёнов, который взял на себя продюсерские обязанности, директорские — Марьяна Цой. Альбом вышел в 2004 году на лейбле Moroz Records.
В 2007 году в содружестве с Дюшей Михайловым и Евгением Лёвиным на студии «Добролёт» был записан альбом в электричестве «Имя друга», изданный в 2008 году компанией Bomba-Piter inc.. В 2010 году вышел акустический альбом «Жить». В 2011 году издана книга стихов и песен, написанных в 2008 — 2010 гг., «Чудо чистое». В 2012 году вышел электрический альбом «Музей гигиены», позже другие альбомы. Александр Заславский ведёт активную концертную и общественную деятельность.

## Дискография
Магнитоальбомы:
- Дегустатор жизни (1991)
- Праздник золота (1993)
- Описание вкуса пива попорченного грибком (1993)
- Дохлый номер (1994)
- Вечер судного дня (1995)
- Однокрылый особняк (1998)

## Студийные альбомы
- Акустика Сердца, Добролёт, (2003)
- Стальная Радуга, Добролёт, Moroz Records, (2004)
- Имя Друга, Добролёт, Bomba-Piter inc., (2008)
- Жить[7], Добролёт, 2007-09, Bomba-Piter inc., (2010)
- Музей гигиены, Bomba-Piter inc., (2012)
- Жизнь круче чем джаз, Bomba-Piter inc., (2013)
- Диктант без правил, Bomba-Piter inc., (2014)
- Ледяное лицо, Bomba-Piter inc., (2015)
- Петь речь, Bomba-Piter inc., (2016)
- Ледокол, Bomba-Piter inc., (2017)
- Докажи, что ты не робот, Bomba-Piter inc., (2018)
- Дошумерск, Bomba-Piter inc., (2019)
- Нежность нужна, Bomba-Piter inc., (2020)
- Качай, Bomba-Piter inc., (2021)
- Ясный сон, Bomba-Piter inc., (2022)
- Любой, Bomba-Piter inc., (2023)
- Песни для всех, Bomba-Piter inc., (2025)

### Синглы
- Пурга Петербурга, (2012)
- Миллиард секунд, (2013)
- Моральный мир (2014)
- Минус пять (2016)
- Родители кукурузы, (2017)
- Время турбулентности (2018)
- Переправа, (2019)
- Солнечный кот (2021)
- Заключённый зоны комфорта (2022)
- Глаза камней (2024)